# Chakal
I Chakal (traslitterazione portoghese del termine "sciacallo") sono una band thrash metal di Belo Horizonte, Brasile. Il gruppo si è formato nel 1985.

## Formazione

### Formazione attuale
- Vladimir Korg (voce)
- Cassio Corsino (basso)
- William Wiz (batteria)
- André (chitarra)
- Mark (chitarra)

### Componenti precedenti
- Marcelo Laranja (basso)
- Destroyer (basso)
- Giulano Toniolo (basso)
- Drews (basso)
- Eduardo Simoes (chitarra)
- Stanley (chitarra)
- Pepeu (chitarra)
- Sgoto (voce)
- Sergio (voce)

## Discografia
- Children Sacrifice (demo, 1986)
- Warfare Noise I (split con i Mutilator, gli Holocausto e i Sarcófago; Cogumelo, 1986)
- Abominable Anno Domini LP (Cogumelo, 1987)
- Living with the Pigs EP (Cogumelo, 1988)
- The Man Is His Own Jackal LP (Cogumelo, 1990)
- Death Is a Lonely Business LP (Cogumelo, 1993)
- Deadland LP (Cogumelo, 2003)
- Demon King LP (Cogumelo, 2004)
- Demo Demo (autoprodotto, 2012)
- Destroy! Destroy! Destroy! (autoprodotto, 2013)
- Man Is a Jackal 2 Man LP (Cogumelo, 2017)